# Copaifera langsdorffii
Copaifera langsdorffii (укр. Копайфера Лангсдорфа; мовою місцевих жителів «копаіба») — вид рослин із родини бобових і підродини Detarioideae. Це потужне дерево висотою до 30 м, що росте в тропічних лісах Бразилії.
Встановлено, що столітнє дерево копайфери спроможне «видати» за 2 години з одного отвору у стовбурі до 20 л вуглеводнів сесквітерпенового ряду, а повторний надріз на дереві фонтанує через півроку. Сік рослини близький до дизельного палива з нафти.
Сік маслянистий, золотистого кольору. Місцеві жителі традиційно використовували для загоювання ран і переломів. Уряд Бразилії проводить науково-виробничий експеримент культивації таких «нафтових» дерев на плантаціях. Також сік цього дерева широко використовувався місцевими екстремістами під час демонстрацій як доступний матеріал для горючих сумішей.
Деревина червоного кольору. Квіти білі з рожевими плямами. Плід стручок, який містить насіння.

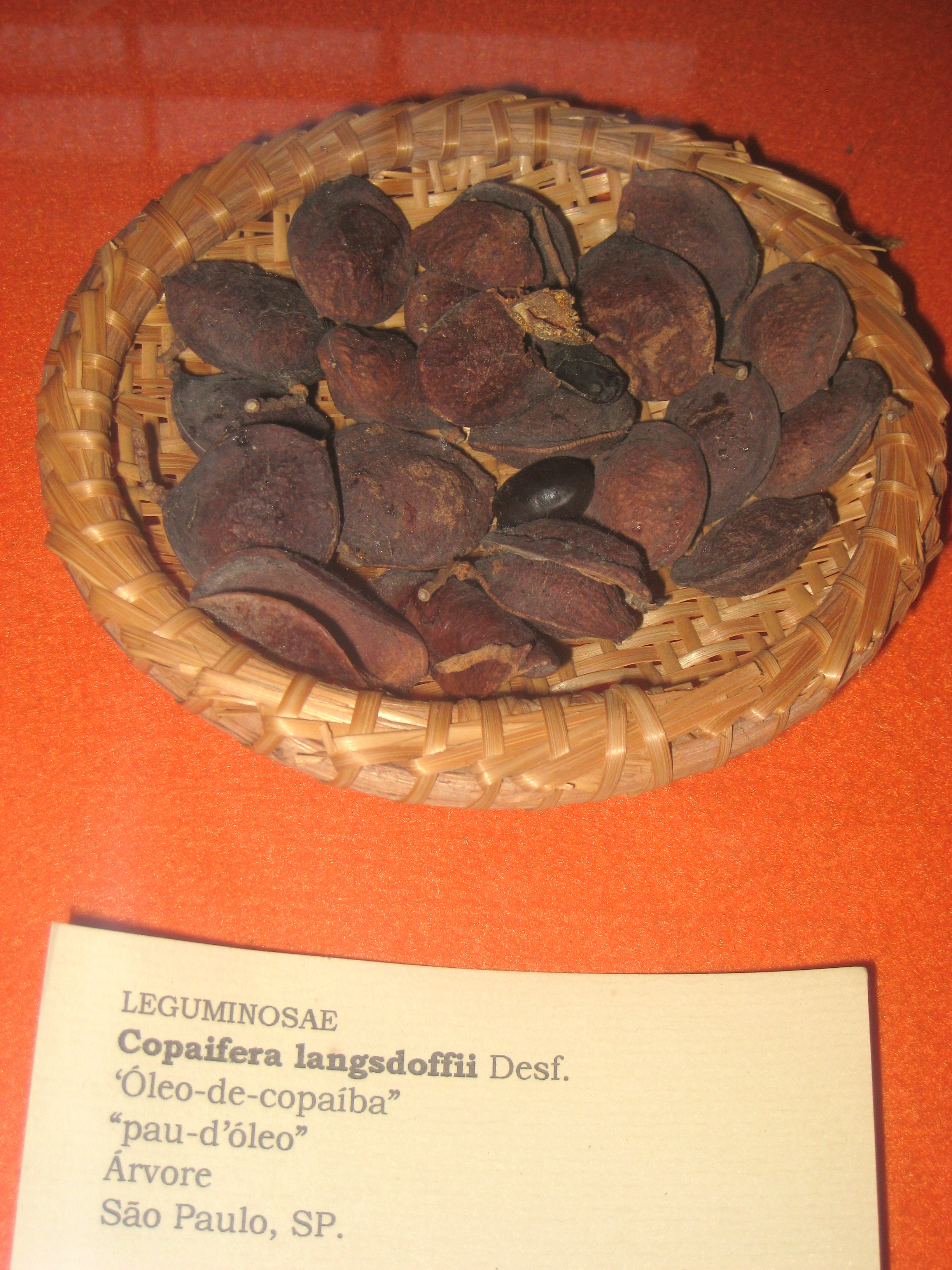
Боби і насіння рослини у Ботанічному музеї Жоао Барбоса Родрігес, ботанічний сад Сан-Паулу, в Бразилії